# Brennero
Brennero (en italiano) o Brenner (en alemán) es un municipio italiano de 2.072 habitantes de la Provincia Autónoma de Bolzano. Su población habla mayoritariamente alemán, pero también hay una minoría de lengua italiana (poco más del veinte por ciento de la población).
Limita con Austria, a través del paso del Brennero. El municipio comprende también el valle de Fleres.
Brennero pertenece al comprensorio del Wipptal.

## Distribución de idiomas
Según el censo de 2011, la mayoría de los residentes (80,9 %) hablan alemán como lengua materna, el 18,6 % habla italiano de forma nativa y el 0,5 % el ladino.

## Evolución demográfica
| Gráfica de evolución demográfica de Brennero entre 1921 y 2001               |
|                                                                              |
| Fuente: Istituto Nazionale di Statistica - Elaboración gráfica por Wikipedia |